# جی کاتلر

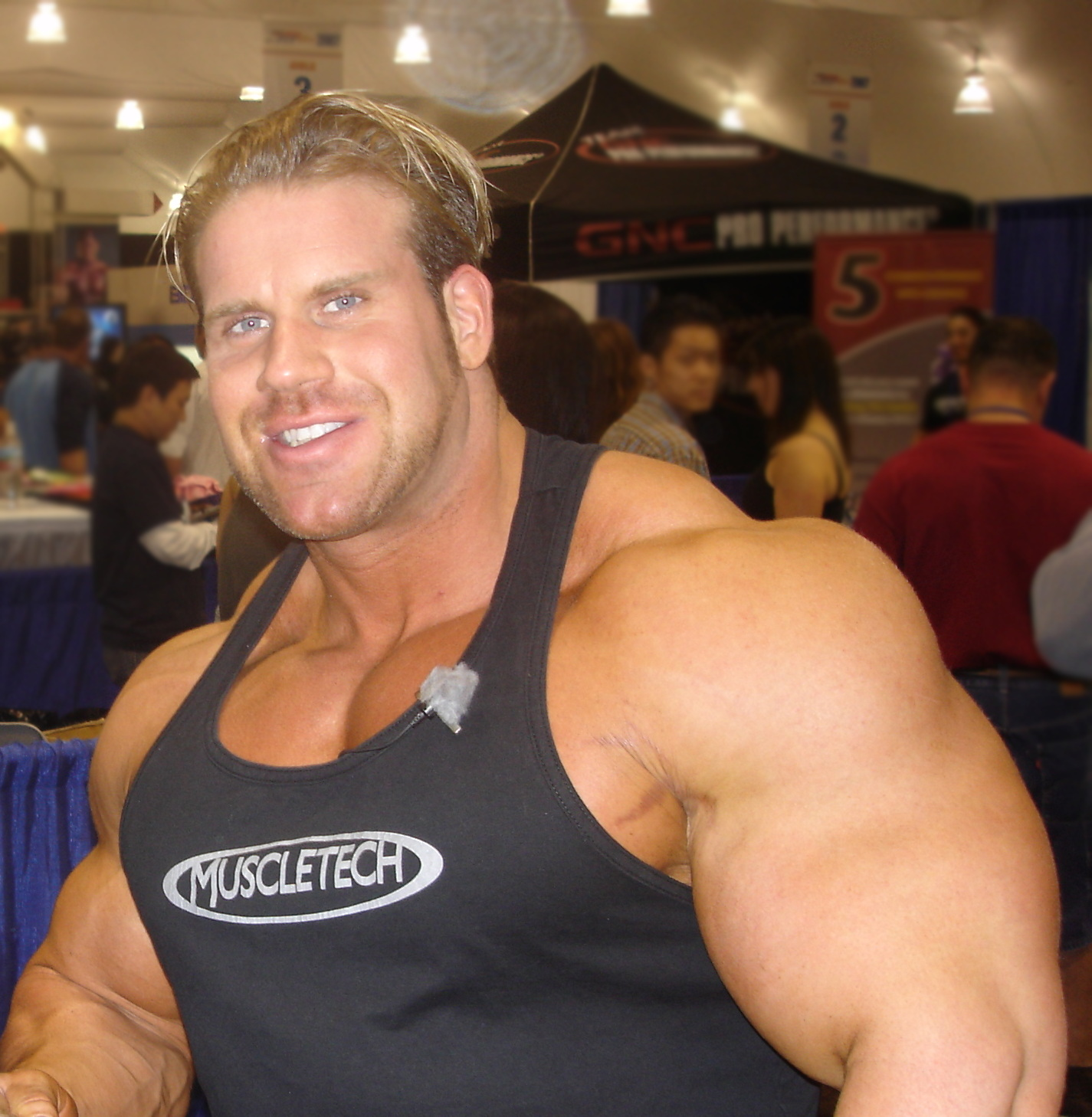
جی کاتلر در سال ۲۰۰۸

جی کاتلر (انگلیسی: Jay Cutler) (زاده ۳ اوت ۱۹۷۳ در استرلینگ، ماساچوست) یک بدنساز حرفه‌ای آلمانی‌تبار اهل آمریکا است. کاتلر قهرمان چهار مستر المپیا در سال‌های (۲۰۰۶، ۲۰۰۷، ۲۰۰۹، و ۲۰۱۰) است.

## زندگی‌نامه
جی که از سن ۱۱ سالگی، به‌عنوان کارگر ساختمانی، کار در سازه‌های بتونی را آغاز کرده‌است، همیشه با کار سنگین مأنوس بوده‌است. پایبندی به همین وجدان کاری، یکی از علل کسب عناوین متعدد جهانیش می‌باشد. برنامه‌های سنگینش در روزهای قبل از مسابقه، اغلب چهار ساعت طول می‌کشند. نتیجه این تمرینات سخت، وضعیت عالی بدنی و ورود به جرگه بهترین حرفه ای‌های دنیا است. کسب عناوین متعدد حرفه ای، به‌خوبی گویای قابلیتهای کاتلر است.
مردی که صبر و پشت کار از او مستر المپیا ساخت:
از سال ۱۹۹۸ تا ۲۰۰۵ رونی کلمن عنوان قهرمانی مسابقه مستر المپیا را در چنگال خود محکم نگه داشته بود.
با این حال در تمامی دوران سلطه گری هیچ خطری به اندازه جی او را در رسیدن به عنوان قهرمانی اش تهدید نکرد. هواداران جی قلباً می‌دانستند که گذر زمان قهرمان مورد علاقه آنها را بر روی مسند قهرمانی خواهد نشاند و او پاداش صبر و پشت کار مثال زدنی خود را خواهد گرفت.
جی کاتلر بدن ساز با استیل و محبوب بدن سازی امروز است که با قد ۱۷۶ سانتی‌متر و با وزن ۱۲۵ کیلوگرم حداکثر عضله خالص برای این پیکر را با خود یدک می‌کشد. موفقیت او و رسیدنش به بالاترین درجه حاصل ژنتیک نایاب و اشتیاق وافر برای بهتر شدن است.